# 张唯一
张唯一（1891年1月—1955年10月24日），又名锦荣，号震道，曾化名元清。湖南桃源县仙人乡吉口丘村人，中华人民共和国政治人物。

## 生平

### 民国时期
12岁入常德官立中学堂，后就读湖南省幼稚师范。毕业后从事教育工作，在武昌筹办过私立学校，在长沙任过中学教员，曾任湖南省教学会干事和主任。1919年，赴北京，参加毛泽东领导的驱逐湖南督军任敬尧的斗争。翌年，由从美国留学归来的同乡董维键介绍，在湖南省长公署任教育委员。
第一次国共合作形成以后，加入中国国民党，任国民党长沙市党部常务委员。1926年7月，北伐军占领长沙，董维键在省政府任教育厅长，张唯一在该厅任科长、秘书长等职，并曾代理厅长。期间与共产党人郭亮、谢觉哉、熊瑾玎、董维键等人接近，马日事变后，避走汉口，由郭亮介绍加入中国共产党，在中共武汉市委协助技术工作，还兼任唐生智总司令部秘书。此后，他与熊瑾玎、董维键、周竹安、谢觉哉等随李维汉离开武汉赴上海党中央工作。罗迈（即李维汉）当时是党中央政治局三个常委之一，“他从湖南带了许多人来，安置在中央机关”。1928年上半年任中共中央文书科长，负责保存中央机关某些文件，并担负密写中央文件分发各省的任务。中共中央迁入苏区以后，受中央指派，留在上海技术部门工作。1935年2月，由于遭人举报，被捕入狱。不久，被转往苏州军人监狱。在狱中受尽各种折磨，并患骨结核。1937年8月，经周恩来与国民政府交涉，张唯一释放，并转到八路军驻武汉办事处，负责情报工作。1938年，辗转香港。1942年和妻子梅黎到上海，接替撤离的乔犁青(乔理清)，负责领导潘汉年系的地下情报。1947年3月，转移到香港，上海工作由刘人寿接手。

### 共和国时期
1949年9月，返回北平，次年1月，担任中央人民政府情报总署副署长，后改任中央人民政府政务院副秘书长兼总理办公厅主任。1955年1月，任中国政协第二届全国委员会委员、副秘书长。1955年4月，潘汉年被诬以内奸罪遭错误逮捕，张受到株连。同年10月24日，因病在北京去世。

## 家人
- 夫人梅黎：地下党员。